# Томас Едвард Лоуренс
То́мас Е́двард Ло́уренс (англ. Thomas Edward Lawrence), також відомий як Ло́уренс Араві́йський (англ. Lawrence of Arabia, 16 серпня 1888, Тремадог — 19 травня 1935, Клауд-Гіллс) — англійський археолог, письменник, розвідник. Відіграв велику роль в організації повстання арабів проти Османської імперії в роки Першої світової війни. Був дуже відомою та популярною особистістю 1910-ті та 1920-ті роки. Вважається, що саме він став прообразом Джеймса Бонда.

## Життєпис
Лоуренс народився в Уельсі в 1888 році. Його батько Томас Чапмен, колишній ірландський землевласник, втік з нянькою своїх дітей Сарою Лоуренс, покинув дружину, чотирьох дочок і більшу частину свого статку і змінив своє прізвище. Коли народився син, родина жила досить бідно. Однак, попри фінансові негаразди, юному Томасові вдалося вступити до Оксфордського університету, де він вивчав історію та археологію. Через рік навчання майбутній розвідник вступив до університетського стрілецького клубу та офіцерського кадетського корпусу. У своїх спогадах він згадує, що в ті часи (1907—1908) під час поїздки до Франції для вивчення середньовічної архітектури його навіть заарештували як шпигуна, тому що він креслив схеми та саморобні карти стародавніх замків. У 1909 році відбулася його перша подорож до Сирії, куди він вирушив аби зібрати матеріал для свого дослідження про вплив хрестових походів на європейську фортифікацію.

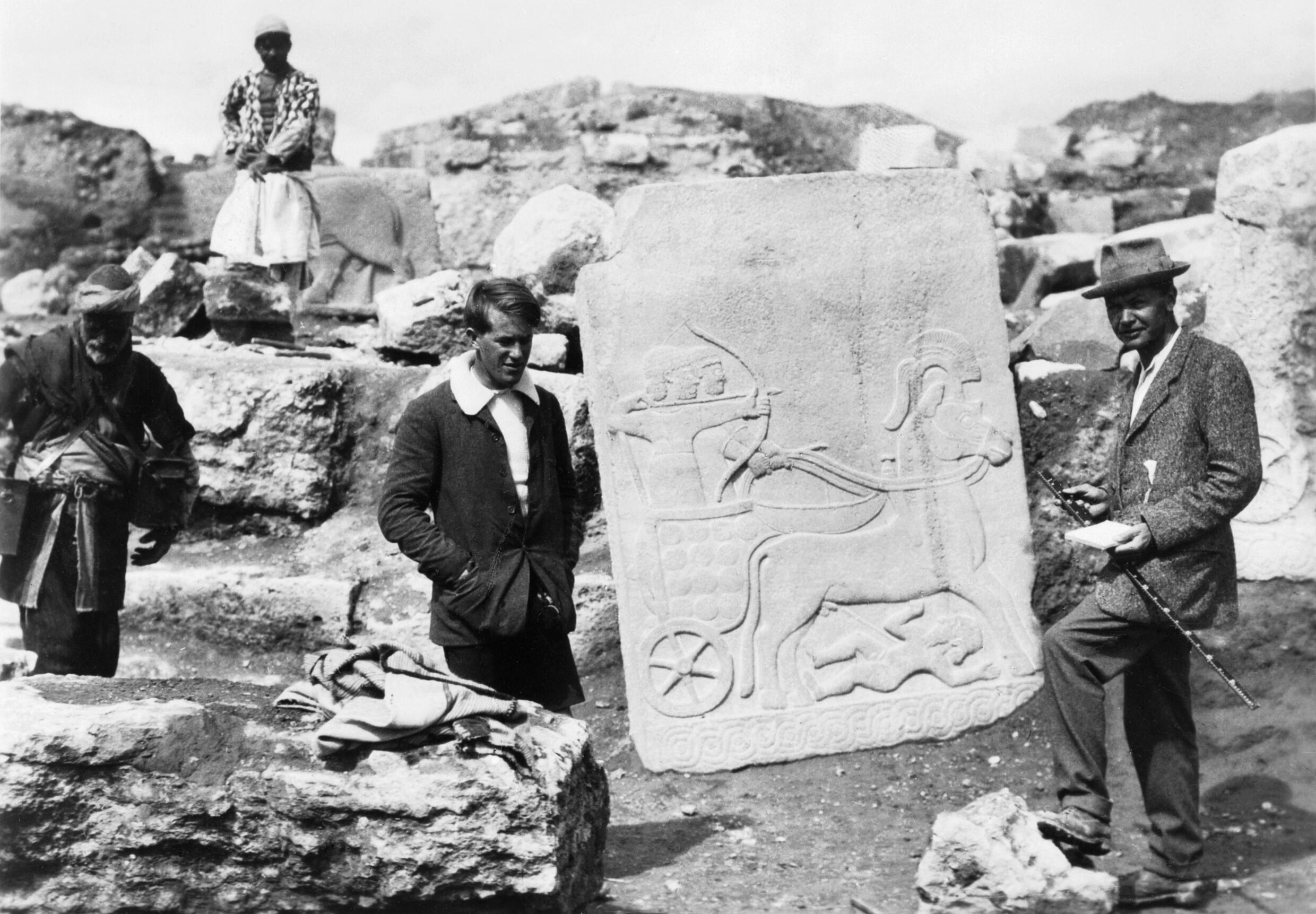
Т. Е. Лоуренс (ліворуч) з Леонардом Вуллі позують поруч із хеттською плитою під час археологічної експедиції в Сирії, між 1912 і 1914 роками

Потрапивши до Османської Сирії, Томас дуже захопився цією країною і не раз повертався до неї в різних археологічних експедиціях. Лоуренс швидко вивчив арабську мову та окремі її діалекти, побут і звичаї місцевого населення. Він багато мандрував Османською імперією та Єгиптом і добре вивчив ці країни. Усе це призвело до того, що ним зацікавилися спецслужби і в 1914 році в Лондоні британська розвідка завербувала його своїм агентом. Як знавця регіону його відправили на Близький Схід, де він мав допомогти організувати повстання арабів проти союзної німцям Османської імперії. Він очолював відділок британської військової розвідки в Єгипті. Спершу Лоуренс лише підтримував зв'язки з ватажком арабів Фейсалом ібн Хучейном, але пізніше і сам брав участь у партизанській боротьбі, показавши себе здібним лідером. Під його керівництвом араби відбили в османів «Форт Мамлюк» в Акабі, розташований на прибережній косі. Саме Томас Едвард Лоуренс був стратегічним керівником операції, у ході якої об'єднані арабо-британські війська восени 1918 року відвоювали в османів Дамаск.
Окрім виконання службових обов'язків Томас виявив себе палким і щирим прихильником справи арабського визволення. Він сподівався, що Аравія стане єдиною державою, але одразу після звільнення Сирії різні арабські племінні й політичні угрупування пересварилися між собою, тож Лоуренс залишив Близький Схід, виїхавши до Великої Британії. Він вважав свою місію зі створення вільної об'єднаної арабської держави не виконаною, через що відмовився від нагороди, котру король Георг V мав намір йому вручити за перемогу над османами.
У перші повоєнні роки Вінстон Черчилль, який тоді очолював комітет з колоній, дуже покладався на Лоуренса - свого особливого радника в арабських справах. У 1921 році обидва дипломати були присутніми на Каїрській конференції, що встановила новий післявоєнний порядок у цьому регіоні.
Після повернення до Великої Британії Лоуренс, за порадою друга Бернарда Шоу, описав своє життя в пустелі в книгах «7 стовпів мудрості» та «Повстання в пустелі» (1926). Остання стала основою фільму, що був поставлений 1962 року англійським режисером Дейвідом Ліном з Пітером О'Тулом у головній ролі. Фільм отримав сім «Оскарів». Завдяки яскравим пригодам та книгам, що їх описували, Лоуренс був дуже популярною постаттю в Британській імперії та Європі в 1920-ті та 1930-ті роки. Взагалі Лоуренс Аравійський був втіленням уявлень тогочасних європейців про подвиги в екзотичних колоніях. Цьому сприяв той факт, що живучи серед арабів, він дотримувався їхніх звичаїв, зокрема в одязі. Звісно, це було свідченням його глибокого розуміння значення символів та вміння ними користуватися. Наприклад, на Паризьку конференцію він приїхав у бедуїнському одязі, для того, щоб привернути увагу до арабського питання. Рік по тому, на Каїрській конференції, домовляючись про кордони, він змінив бедуїнський одяг на уніформу британського чиновника, оскільки переговори носили діловий і торгівельний характер.
Післявоєнна кар'єра Лоуренса не склалася, тим більше, що він втомився від слави й намагався знову стати «найзвичайнішою людиною». Він спробував себе в авіації, обійнявши посаду рядового авіатехніка під псевдонімом Джона Х'юма Роса. Однак невдовзі його псевдо було розкрите. У березні 1923 року Лоуренс змінив своє ім'я на Томас Едвард Шоу і вступив до танкового корпусу. Однак у червні 1925 року його знову було розкрито, що стало сенсаційною новиною в газетах — відомий полковник служить рядовим у танковому корпусі. Пізніше його переслали до Індії, але й там ситуація повторилася — поява відомого розвідника в будь-якому регіоні сприймалася як ознака майбутньої війни.
Загинув Лоуренс Аравійський під час аварії на мотоциклі в 1935 році в селі Мортон у графстві Дорсет поруч з військовою базою.